# Szemérmetlen szerencse
A Szemérmetlen szerencse (eredeti cím angolul: Outrageous Fortune) 1987-ben bemutatott filmvígjáték Arthur Hiller rendezésében.
A film eredeti címe William Shakespeare Hamlet című darabjára utal (... the slings and arrows of outrageous fortune, ...). 
Akkor nemesb-e a lélek, ha tűri 

Balsorsa minden nyűgét s nyilait;

Vagy ha kiszáll tenger fájdalma ellen,

S fegyvert ragadva véget vet neki? – Hamlet, dán királyfi, Arany János fordítása (Hamlet monológja)

## Cselekmény
|  | Alább a cselekmény részletei következnek! |

1980-as évek, New York, USA
Lauren Ames (Shelley Long) állástalan színésznő régi vágya teljesül, amikor a híres és tisztelt színházi professzor, Stanislav Korzenowski (Robert Prosky) felvételt hirdet a kurzusára. Lauren a szüleitől kikönyörög 5000 dollárt, amit apja meg is ad neki, anyja tiltakozása ellenére (mivel már 32 ezer dollárral tartozik nekik). A meghallgatás előtt Lauren rendkívül ideges, amit csak fokoz a nagy hangú Sandy Brozinsky (Bette Midler) megjelenése, mivel, bár ő is színésznőnek vallja magát, ezúttal csak telefonálni akart. Azonban, ha már ott van, jelentkezik ő is, és Korzenowski még ösztöndíjat is ad neki. Kezdettől fogva ellenszenvesek egymásnak, mivel Sandy megjegyzi, hogy Laurennek bizonyára hosszabb ideje nincs szexuális kapcsolata. Korzenowski sajátos módszeréhez tartozik, hogy az óráin kötelező jegyzetelni és időnként beszedi a diákok jegyzeteit, hogy elolvassa őket.
Nem sokkal később Lauren megismerkedik a ruhakölcsönzőben, ahol dolgozik, egy jóképű tanárral, Michael Sanders-szel (Peter Coyote), aki tökjelmezt keres az egyik diákjának. Mivel Laurennek szimpatikus a férfi, ajánlkozik, hogy ő maga megvarrja a jelmezt, amit meg is tesz, és a férfi vele alszik. Szenvedélyes viszony alakul ki köztük.
Úgy alakul, hogy Sandy is ugyanazzal a férfival ismerkedik meg, és ő is viszonyt folytat a férfival.
Három hét telik el így. Egyik nap Lauren és Michael hazafelé tart taxival, amikor a férfi megjegyzi, hogy éppen három hete ismerkedtek meg, ezért virágot akar venni, kiszáll a taxiból és bemegy egy virágüzletbe. Szinte azonnal hatalmas robbanás történik a virágüzletben, és mindent elborítanak a lángok.
Lauren ragaszkodik hozzá, hogy láthassa a holttestet a hullaházban, bár a boncmester figyelmezteti, hogy a felső test annyira megégett, hogy felismerhetetlen. Hamarosan Sandy is beront és a két nő egymásnak esik, mivel itt derül ki, hogy ugyanazzal a férfival folytattak viszonyt. Verekedés közben a lepedő lecsúszik a holttestről, ekkor felismerik a kis méretű hímvesszőről, hogy a holttest nem lehet Michaelé. A rendőrségre mennek, de a rendőr harsány nevetésben tör ki, amikor nyomozást követelnek, mivel a rendőrség a holttest mellett megtalálta az igazolványát, ami Michael Sanders névre szól.
A két nő elhatározza, hogy félreteszik rivalizálásukat, amíg kiderítik, hogy mi történt Michaellal, hiszen lehet, hogy segítségre van szüksége. Egy teherautóból két férfi figyeli a nők civakodását.
Taxival Lauren lakására mennek, ott azonban két oroszul beszélő betörőt találnak, ezért elszaladnak. A két betörőt két fegyveres férfi hátulról lelövi. Ekkor a nők Sandy lakására mennek. Lauren azt hiszi a felfordulás láttán, hogy ott is betörők jártak, de Sandy megnyugtatja, hogy ez a lakás normál kinézete.
Laurennek az az ötlete támad, hogy a dohányboltban kellene érdeklődniük Michael felől, mivel egy bizonyos márkájú dohányt szeretett szívni, amit saját maga sodort. Az eladó valóban emlékszik rá, mivel aznap is járt nála vásárolni, majd telefonált egyet. Sandy a telefonközpontos ismerőse segítségével kideríti, hogy Michael egy taxivállalatot hívott. A taxigarázsban megtalálják a sofőrt, egy magas négert, aki dél körül felvett valakit a dohánybolt előtt, akinek a személyleírása ráillik Michaelra. Hajlandó rá, hogy elvigye őket ugyanarra a címre, mivel Sandy 200 dollárt ígér neki (bár nincs nála annyi pénz). A feketék által lakott negyedben bemennek a szóban forgó házba, ahol a lépcsőházban egy gyerek fegyvert fog rájuk és a táskájukat követeli, de kiderül, hogy a fegyver nem igazi. Ezt mindenesetre magukkal viszik, majd a gyereket elküldik, miután megmutatta nekik, hogy a fehér férfi melyik lakásba ment be. Bent két bűnözőt találnak, ezért Lauren rendőrként kezd viselkedni, rájuk kiabál és a falhoz állítja őket. Sandy kidobálja az ablakon az asztalon heverő fegyvereket. Amikor megemlítik, hogy egy bizonyos Michael Sanderst keresnek, a bűnözők emlékeznek rá, hogy hamis útlevelet akart, és bizonyára elutazott az országból. A bűnözők felajánlják, hogy vigyék el az asztalon egy kacsás dobozban lévő pénzt, és hagyják őket békén. Sandy így ki tudja fizetni a taxist és újabb pénzt ígér neki, ha kiviszi őket a reptérre. A repülőtéren azonban nem adják ki az utaslistát, pedig ez szükséges lenne ahhoz, hogy meg tudják Michael hova akar utazni. Lauren kendőt terít a fejére, és cseh bevándorlónak adja ki magukat. Az információs pultnál lévő idősebb, szemüveges hölgynek egy zavaros históriát ad elő, amit az „a 19 éves pályafutása alatti legsületlenebbnek” értékel, ezért megadja nekik a kért információt: Michael (akinek útlevele John Strauss névre szól) előbb az Albuquerque felé tartó gépre foglalt jegyet, majd átcserélte egy másikra, ami St. Louisba tart. Még azt is megtudják, hogy ha Kansas Citybe mennek, akkor még hamarabb is érnek Albuquerque-be, mint a férfi. Hirtelen az a két férfi tűnik fel, akik Lauren lakásánál a rablókat lelőtték, ezért a nők menekülni kezdenek. Végül Lauren kinyitja a dobozt és kiszórja a pénzt, így a pénzt kapkodó tömegben a férfiak nem férnek hozzájuk.
Albuquerque-ben látják Michaelt leszállni a gépről, de mielőtt a közelébe férkőznének, beszáll egy taxiba. A két nő egy közlekedési felügyelőnő motorjára pattan fel és a taxi nyomába erednek. Michael egy vízparti kalyibába megy be. A két nő az ajtó előtt kissé rendbe szedi magát, mivel szándékuk az, hogy a férfi válasszon közülük. Amint belépnek, Michael előbb fedezékbe ugrik, majd pisztolyt szegez rájuk. Amikor felismeri őket, hátulról néhány lövés dörren, Michael újból fedezékbe vonul. Amikor az ajtóban feltűnik a repülőtéren látott két férfi, a nők hátulról egy-egy evezővel leütik őket.
A vízparton kiderül, hogy Michael jobb combja kissé megsérült, és valóban azt szerette volna elérni, hogy halottnak higgyék. A nők kérdőre vonják, hogy válasszon közülük, a férfi azonban arról érdeklődik, hogyan találták meg. Nem tetszik neki, amikor megmondják, hogy a nők a rendőrséget is értesítették. Hirtelen egy helikopter tűnik fel és reflektorral a partot pásztázza. Michael egy rádióba beszél egy bizonyos Russellnek és a helikopter miatt „lemondja a találkozót”, és azt mondja, hogy „Tres Crucasban találkozunk”. A nők (akik kiábrándulnak belőle, mivel nem tartja őket komoly kapcsolatnak) integetni kezdenek a helikopternek, ami nagy sokára leszáll. Közben Michael kést fog rájuk és üldözi őket. A helikopterből a Korzenowski-kurzuson részt vevő egyik férfi lép ki, Weldon, majd az a férfi, Atkins, aki üldözte őket a reptéren. Kiderül, hogy ők a CIA-nak dolgoznak és Michael is CIA-ügynök volt, de átállt az oroszokhoz. Felettese Korzenowski volt, aki orosz titkos ügynök, a KGB legjobb kémje. Korzenowski arra vette rá Michaelt, hogy lopja el egy kísérleti vírus prototípusát, aminek néhány cseppjével több száz négyzetkilométer területen ki lehet irtani a növényzetet. Tehát egy biológiai fegyverről van szó.
Michael telefonon beszél Atkins-szal és 20 millió dollárt követel. Atkins beleegyezik a cserébe. Az átadási pont Arizona néptelen, sziklás tája, ahova helikopterrel kell szállítaniuk a pénzt, és ott leereszteni kötélen (mivel a helikopter sík terep hiányában nem tud leszállni).
Atkins nem hisz a nőknek, Michael bűntársainak tartja őket. Egy teherautóba ülnek mindannyian, azonban az elöl lévő ülésekben KGB-ügynökök tűnnek fel. Egyikük Korzenowski. Atkinst és Weldont lefújja egy sprével, amitől elájulnak. A nők azonban ellenállnak és megsebesítik a sofőrt, ezért az autó elakad a homokban. Lauren menekülni kezd, Korzenowski hátba lövi. Lauren látványosan elvágódik (a kurzusok Korzenowski azt mondta neki, hogy túlságosan mesterkélt volt, amikor egy meghalást mutatott be). Lauren azonban nem halt meg, mivel Korzenowski rosszul célzott, és amikor odaér a nőhöz, az megtámadja és elveszi a pisztolyát. Kiderül, hogy Korzenowskinak összekötőkre volt szüksége, erre a két nőt használta fel. Sandy jegyzetei közé rejtette a mikrofilmet, amit Michael megtalált, és Lauren jegyzetei közé rejtett üzenettel válaszolt. Így a két férfi soha nem találkozott személyesen és nem váltak gyanússá.
A nők a CIA- és KGB-ügynököket is kettesével megkötözik egy-egy fához.
A két nő az országútnál le tud stoppolni egy kamiont, ami Tres Crucas-nál leteszi őket (Új-Mexikó állam). A porfészekben többnyire spanyol ajkúak élnek, de hamar előkerül egy fehér idegenvezető, Frank Madras, aki indiánnak mondja magát és teljesen részeg. Mivel kiderül, hogy keresnek valakit, nyomravezetőnek ajánlkozik (a díja mindkét esetben 20 dollár). Meg is találja Michaelt egy bordélyházban. A nők fiatal férfinak öltözve jutnak be a műintézménybe, majd a szobákból kiszűrődő kéjes hangok alapján megtalálják Michaelt és azt is jól sejtik, hogy pár másodperc múlva el fog aludni. A szobában lévő prostituáltnak Michael ruhájából pénzt adnak. Michael ruháiban megtalálják az apró, ezüst színű dobozt, amiben egy fiolában a vírus van. Ezt magukkal viszik. Michael azonban felébred, és utánuk rohan. A nők az arra haladó, latin-amerikai munkásokat szállító teherautóra kéredzkednek fel. A teherautón Frank is ott van, női ruhákban, és amikor leszállás után azt mondja, hogy van valahol egy telefonja, a nők lerohanják.
Frank az üzletének épületéhez vezeti őket, ami egy kisebb településen található. Elvileg itt műholdas telefonja van, azonban a készülék nem működik. Frank egy másik, „közeli” telefonhoz vezető útvonalat ismertet velük, és Sandyt fel is ülteti egy öszvérre, amivel el tud jutni oda. Amikor Lauren visszarohan a fioláért, Michael bukkan fel egy pisztollyal és a fiolát követeli.
Sandy hátasa elkezd vágtatni (de kicsit később visszakeveredik a kiindulási pontra). Laurent Michael és két embere egy terepjárón magukkal viszik. Sandy megpróbálja rábeszélni Franket, hogy segítsen megtalálni Laurent. Kis rábeszélés után Frank motorokon száguldozó indiánok között bukkan fel, akiknél íj is van.
Michael megbeszéli Atkins-szal, hogy menjen „a négy sziklához” a helikopterrel és a 20 millió dollárral és hogy öt órakor engedjék le a pénzt tartalmazó aktatáskát. Michael azonban átveri őket, mivel a kis dobozból kiveszi a fiolát. A cserével Laurent bízza meg, akire távcsöves puskát szegez. Atkins le akarja lőni a nőt, de Weldon nem engedi. Lauren lekapcsolja a pénzt tartalmazó táskát, majd a kötélre akasztott tartószerkezetbe helyezi az üres dobozt. Amikor Weldon felhúzza, Michael lőni kezd rájuk. A helikopter kigyullad és füstölni kezd, de sikerül leszállnia a sziklákon. Michael felszólítja Laurent, hogy dobja el a táskát, ekkor azonban egy nyílvessző fúródik a karjába. Az indiánok támadásba lendültek. Lauren elkapja a leeső fiolát, és a táskával együtt futásnak ered a sziklák között. Michael hamarosan utána indul. Lauren összefut Sandyvel, átadja neki a táskát, és Sandy kérdésére megjegyzi, hogy nem halt meg, mert még „szeretné eljátszani Hamletet”. Mindketten menekülnek Michael elől. Amikor Lauren le akar csúszni, Sandy eldobja a pénzt tartalmazó táskát, hogy felhúzhassa Laurent. A pénz szétszóródik, az indiánok lelkesen összeszedik. A két nő tovább menekül Michael elől. Lauren mellbe szúrja egy faággal (a történet elején látható, amint Lauren a vívást gyakorolja). Michael elkapja Sandyt, de amikor Lauren felmutatja a fiolát, Michael elengedi Sandyt és Lauren után indul. Lauren egymás után átugrik az egymástól egyre nagyobb távolságban lévő sziklaszirtek között, végül az utolsóra egy hatalmas balettugrással jut el. Michael is megkísérli az ugrást, de a távolság túl nagy, és ő a mélybe zuhan.
A befejező jelenetben Lauren (rövid hajjal, férfiszerepben) a Hamlet előadása után Sandyvel együtt hajlong egy színházban az ünneplő közönség előtt, aminek soraiban ott vannak a CIA-ügynökök, Frank és Korzenowski is (aki dicséri az előadást).
|  | Itt a vége a cselekmény részletezésének! |

## Szereposztás
| Színész        | Szerep                                                   | Magyar hang     |
| -------------- | -------------------------------------------------------- | --------------- |
| Shelley Long   | Lauren Ames                                              | Hegyi Barbara   |
| Bette Midler   | Sandy Brozinsky                                          | Pálos Zsuzsa    |
| Peter Coyote   | Michael Sanders                                          | Szakácsi Sándor |
| Robert Prosky  | Stanislav Korzenowski                                    | Harsányi Gábor  |
| George Carlin  | Frank Madras, részeg „indián” idegenvezető és nyomolvasó | Mikó István     |
| John Schuck    | Atkins vezető CIA-ügynök                                 | Kránitz Lajos   |
| Anthony Heald  | Weldon, CIA-ügynök                                       | Felföldi László |
| Ji-Tu Cumbuka  | taxisofőr                                                | ?               |
| Chris McDonald | George                                                   | ?               |

## Megjelenése
A film DVD-n 2001. október 30-án jelent meg.

## Fogadtatás
A filmkritikusok véleményét összegző Rotten Tomatoes 50%-ra értékelte 20 vélemény alapján.

## Díjak, jelölések
jelölés:
- Golden Globe-díj „ vígjátékban/zenés darabban legjobb színésznő” – Bette Midler

elnyert díj
- American Comedy Award „legvidámabb színésznő főszerepben” – Bette Midler

## Forgatási helyszínek
- Új-Mexikó állam, USA
- New York City, USA

## Érdekesség
Shelley Long és Bette Midler egyaránt ígéretet kapott arra, hogy ő fog több pénzt kapni a másiknál. Kompromisszumként a Mississippi folyótól nyugatra eső területeken Shelley Long van a csúcson a fizetési listán, a keletre eső területeken pedig Bette Midler vezeti azt. Ezt a megállapodást a lézerlemezes kiadásra is tovább vitték (a borítók különböznek a két területen).

## Idézet a filmből
- Amikor Michael az utolsó ugrásnál lezuhan a mélybe, Lauren utánakiált: „Ehhez kilenc évig kell ám balettozni, te seggfej!”

## Fordítás
- Ez a szócikk részben vagy egészben  az   Outrageous Fortune (film) című angol Wikipédia-szócikk fordításán alapul.  Az eredeti cikk szerkesztőit annak laptörténete sorolja fel. Ez a jelzés csupán a megfogalmazás eredetét és a szerzői jogokat jelzi, nem szolgál a cikkben szereplő információk forrásmegjelöléseként.